# Giselle Batista
Pour les articles homonymes, voir Batista.
Giselle Batista, née le 26 avril 1986 à São Gonçalo dans l'État de Rio de Janeiro, est une actrice brésilienne.

## Biographie
Giselle Batista est la sœur jumelle de l'actrice Michelle Batista.

## Filmographie
- 2006 : Cobras & Lagartos (série télévisée)
- 2007 : Malhação (série télévisée) : Clara Viana (5 épisodes)
- 2007 : Podecrer! (pt)
- 2009 : Alguns Nomes do Impossivel (court métrage) : Anik
- 2010 : High School Musical: O Desafio (pt) : Clara
- 2010 : Dores & Amores
- 2010 : Clandestinos: o Sonho Começou (pt) (mini-série) : Giselle
- 2011 : Aline (pt) (série télévisée) : Milena
- 2011 : A Mulher Invisível (série télévisée) : Mana
- 2012 : Louco por Elas (pt) (série télévisée) : la préposée à l'hopital
- 2012 : Cheias de Charme (série télévisée) : Isadora Sarmento (143 épisodes)
- 2013 : As Canalhas (pt) (série télévisée) : Natália
- 2014-2015 : Boogie Oogie (série télévisée) : Glória (185 épisodes)
- 2015 : A Regra do Jogo (série télévisée) : Duda
- 2015 : Depois de Tudo : Fernanda
- 2015 : Terra Incógnita (court métrage): Laila
- 2017 : O Rico e Lázaro (série télévisée) : Samira (4 épisodes)
- 2018 : Apocalipse (série télévisée) : Melina (5 épisodes)